# Tabanus ryukyuensis
Tabanus ryukyuensis är en tvåvingeart som beskrevs av Murdoch och Takahasi 1961. Tabanus ryukyuensis ingår i släktet Tabanus och familjen bromsar. Inga underarter finns listade i Catalogue of Life.